# Uvulariaceae
Famille
Les Uvulariaceae sont une famille de plantes à fleurs. Bien que rarement reconnue, la famille est acceptée par la classification de Dahlgren, qui la place dans l'ordre des Liliales, le super-ordre des Lilianae, et la sous-classe des Liliidae de la classe des Magnoliopsida.
La classification APG II place le genre Uvularia dans la famille des Colchicaceae, qui est assignée à l'ordre des Liliales.
Des études moléculaires[Lesquelles ?] ont montré que les Uvulariaceae sont polyphylétiques, ce qui signifie que les genres placés dans la famille ont des relations plus étroites avec les autres plantes qu'entre eux. La famille a été divisée et les genres Disporum, Kuntheria, Schelhammera, Tripladenia et  Uvularia sont placés dans la famille des Colchicaceae, tandis que Clintonia, Medeola, Prosartes, Scoliopus et Streptopus sont placés dans la famille des lys (Liliacées). Le genre Kreysigia a une histoire taxonomique quelque peu gênante, étant synonyme soit de Tripladenia, soit de Schelhammera (qui, avec Kuntheria devraient peut-être tous être fusionnés dans le genre Schelhammera)[réf. nécessaire].

## Liste des genres
- Uvularia L.